# Gonzalo Tobal
Pour les articles homonymes, voir Tobal.
Gonzalo Tobal, né en 1981, est un réalisateur et scénariste argentin.

## Filmographie partielle

### Au cinéma (scénario et réalisation)
- 2003 : Cerrar la tapa  (court-métrage)
- 2005 : Album familiar  (court-métrage)
- 2007 : Ahora todos parecen contentos  (court-métrage)
- 2010 : Cynthia todavía tiene las llaves  (court-métrage)
- 2012 : Villegas
- 2018 : Acusada